# Ланцев, Михаил Васильевич
Михаил Васильевич Ланцев (род. 7 апреля 1978, Аньково, Ивановская область) — российский военнослужащий, участник Второй чеченской войны; Герой Российской Федерации (2000).

## Биография
Родился 7 апреля 1978 года в селе Аньково Ильинского района Ивановской области в семье рабочего. Русский. Образование среднее. Окончил 9 классов сельской школы в селе Ивашево. По направлению Ильинского лесхоза поступил в Рыбинский лесохозяйственный техникум. После его окончания в июне 1998 года  призван на воинскую службу.
После прохождения курса молодого бойца в Новороссийске служил в 7-й гвардейской воздушно-десантной дивизии на Северном Кавказе. Осенью 1999 года прошёл очередную учебную проверку и по собственному желанию направлен в район боевых действий. Прошёл недельную подготовку на базе 247-го отдельного десантно-штурмового полка в Ставрополе. Направлен в передовые порядки полка близ Хасавюрта, а через две недели, в начале декабря, в составе полка выдвинут в район станицы Гребенская и далее по направлению к Гудермесу.
Разведвзвод огнемётчика Ланцева попал в засаду. Отрезанный от своих и окружённый боевиками, Ланцев, проявив отвагу, используя автомат Калашникова и огнемёт «Шмель», уничтожил более 10 бандитов и прорвался к своим. Указом Президента Российской Федерации от 7 февраля 2000 года за мужество и героизм, проявленные при исполнении воинского долга в Северо-Кавказском регионе, рядовому Михаилу Васильевичу Ланцеву присвоено звание Героя Российской Федерации с вручением знака особого отличия — медали «Золотая Звезда». Награду получил 23 февраля 2000 года в Кремле. Распоряжением исполняющего обязанности Президента России В. В. Путина в виде исключения досрочно демобилизован.
Вернулся в родное село. Ныне живёт в Ярославле, работает в службе безопасности.
В феврале 2007 года на здании Ивашевской основной школы установлена мемориальная доска.